# 平田真実
平田 真実（ひらた まこと、1961年7月27日（64歳） - ）は、日本の著述家、気功整体師、牧師、写真家、格闘技指導者、料理研究家。兵庫県西宮市生まれ。多彩な分野で活動し、ブラジリアン柔術黒帯を持つ格闘技指導者であると同時に、写真家としてパラグアイの写真集を出している。NPS（ニコン・プロフェッショナル・サービス）会員。また、気功や整体の知識にも精通しており、2024年5月15日より岩手県久慈市にて「マッサージオリエンタル」という施術院を運営している。気功的アプローチと筋膜リリースによる身体調整を組み合わせた施術を提供している。

## 略歴
成人後に空手（二段）、柔道（講道館初段）、ブラジリアン柔術黒帯を習得。格闘技ジム「ポゴナクラブジム」を創設し、多くのプロ選手を輩出。料理研究家としては、同じく料理研究家で昭和の時代、料理学校を経営し、NHK放送や大阪テレビ『料理手帖』などにも登場した父・平田武一（『ハム・ソーセージ料理100種』、『肉・すじ肉料理67種』などの著者）のレシピを紹介するYouTubeチャンネル「昭和レシピチャンネル」を立ち上げた。現在は自身のレシピと同時に久慈市を中心とした東北のグルメも東北地域活性化に貢献したいと紹介している。牧師としても活動しており、1994年3月4日にはお茶の水クリスチャン・センターにて、福音派の指導者として知られる本田弘慈牧師の司式により按手礼を受け、信仰と社会、教育、福祉の分野で複合的な働きを行っている。また事業家として、日本初の爬虫類専門飼育器具メーカー「株式会社ポゴナクラブ」を立ち上げた。

## 学歴
- 1977年3月：西宮市立学文中学校 卒業
- 1980年3月：兵庫県立西宮南高等学校 卒業
- 1986年3月：東京聖書学院 卒業
- 1987年：ソウル神学大学校大学院 留学（修了せず）
- 1987-1988年：延世大学校 韓国語学堂 留学。6級履修

## 事業歴
- 1995年10月：株式会社ポゴナクラブ 創設（爬虫類飼育器具メーカー）
- 2013年：マッサージオリエンタル・アスンシオン（パラグアイ）創設
- 2024年5月：マッサージオリエンタル・久慈（岩手県）創設

## 格闘技競技歴
- 拓心館空手道場（松濤館流空手の一派）初段（2000年12月）、二段（2003年12月）
- ブラジリアン柔術：青帯（2005年5月3日）、紫帯（2009年7月28日）、茶帯（2014年12月23日）、黒帯（2016年6月11日）
- 講道館柔道初段（2011年12月18日）

### 主な戦績
- 2001年7月20日：格闘技ミッション大阪大会のメインイベント、キックボクシングルールでKO勝利
- 2003年7月21日：埼玉ボディビル大会マスター40の部　4位入賞
- 2005年7月18日：埼玉ボディビル大会マスター40の部　4位入賞
- 2008年：ブラジリアン柔術全日本マスター＆シニア選手権 シニア2青帯 レーヴィ級＆アブソルート級 優勝
- 2008年：ブラジリアン柔術アジア選手権 シニア3青帯 レーヴィ級 準優勝
- 2011年：ブラジリアン柔術第3回 東京国際柔術オープントーナメント シニア3紫帯 準優勝

その他、多くの大会に出場、優勝経験多数。

## 格闘技歴
ポゴナクラブジムの創設者。2000年に同好会格闘技ミッションとして開始し、2005年に正式なジムとして再スタート。多くの著名選手を育成してきた。
また、2006年-2012年の間に22回、ポゴナカップという格闘技大会を埼玉県川口市で主催し、その大会参加者で後に有名になった選手も多い。

## 闘病と復帰
2009年6月、頸部に激しい痛みと手足のしびれが生じ、医療機関で検査を受けた結果、頸椎脊柱管狭窄症と診断された。これによりドクターストップがかかり、競技者としての活動を一時断念することとなった。
しかしその後、首に負担のかからない戦い方を研究し、打ち込み練習を重ねた結果、2011年10月1日に東京国際ブラジリアン柔術オープントーナメント2011にて3年ぶりに復帰。初戦を勝利し、同大会では準優勝を収めた。さらに第20回ポゴナカップでは優勝を果たした。
ただし首への負担は残り、以後は競技からの引退を決意。ポゴナジム・アスンシオン（パラグアイ）を立ち上げたのち、選手・指導者としての活動から完全に退いた。
パラグアイ移住後、日本からの移住者である筋膜リリースや気功を扱う施術家たちと出会い、その施術によって症状が著しく改善。日常生活に支障のないレベルにまで回復したことから、その効果に感銘を受け、住み込みで短期集中指導を受けながら技術を習得。
帰国後は岩手県久慈市にて**「マッサージオリエンタル」**を開業し、気功と筋膜リリースを融合させた独自の施術を行っている。

## 著述家として
宗教・生物・社会問題など多方面にわたる執筆活動を行っており、1993年には『あなたにもできる「エホバの証人」救出活動』、1995年には『フトアゴヒゲトカゲ: その飼育と繁殖』を出版。
2011年の福島第一原発事故を契機に、家族と共に南米パラグアイへ移住。放射能への不安や社会の圧力からの「息苦しさ」から逃れるための決断であったと述べており、その背景は毎日新聞の特集記事に詳しく紹介された。
家族を連れて移住と同時に、同じく移住を希望する人々の支援のため「パラグアイ移住相談会」を設立し、日本各地で永住権取得や生活相談に対応。さらに、自身のブログやSNSを通じて、原発、ワクチン、宗教倫理など多様な社会問題に対して継続的な発信を行っている。
2020年には「超宗派有志僧侶の会」に参加し、新型コロナワクチン政策への批判的検討や啓発活動にも携わっている。
2023年からはアレン記念教会に協力し、ときおり礼拝説教を担当している。
YouTubeチャンネル「真実の部屋」では、AI活用、哲学的探究、人間関係などをテーマに思索的な語りを展開している。

## 写真家として
- 1998年：第16回クリスチャン新聞写真大賞 入選
- 2013年：第2回エキゾチックペットフォトコンテスト 入選
- 2014年：第62回ニッコールフォトコンテスト 第一部 入選（作品は『ニッコール年鑑2016-2017』に掲載）
- [[Nikon Professional Services|NPS（ニコン・プロフェッショナル・サービス）]]会員

写真集　オーラパラグアイⅠ、オーラパラグアイⅡ、パラグアイの猫を日本語版、英語版、スペイン語版で電子書籍出版
Mfotos写真撮影の技術解説サイト

## メディア出演
- 1994年8月：｢動物ファミリー｣猫の手帖8月号別冊No.19　猫の手帖社発行　にグラビア2ページに渡って紹介
- 1995年3月19日：テレビ朝日クイズ庭付き一戸建て最終回に自宅爬虫類部屋が紹介されクイズ出題者としてゲスト出演。
- 2000年1月1日：フジテレビ新春特別番組。スタジオでサプライズ結婚式が行われ牧師司式者として出演。
- 2003年10月：キリスト教番組『ハーベストタイム』に出演。英語字幕付きでアメリカでも放送され、海外の視聴者からも反響があった。[11]
- 2004年：『十字架を背負う格闘家』と題されたドキュメンタリー作品が早稲田大学川口芸術学校の学生によって制作され、映像コンクールで受賞し、テレビ放映された。[12]
- 2005年7月2日：公開映画｢ナニワ金融道／灰原勝負！起死回生のおとしまえ！！｣に空手家役でエキストラ出演。
- 2008年11月8日：キリスト教テレビ番組『ライフライン』に「格闘家 牧師 平田真実」としてゲスト出演。
- 2012年5月31日：J:COMの地域情報番組『埼京伝説 東川口駅編』に出演。
- 2003年頃：『読売新聞』および『週刊プレイボーイ』にて紹介されたが、掲載日や紙面は不明（現物はパラグアイに保管）。
- 2013年7月10日：ブラジルのラジオ番組『ブラジル日和』（Vol.164）に出演。パラグアイ移住支援や人生経験について語った。[13]
- 2024年6月：月刊ダ・なす6月号No.247　『筋膜リリース×気功整体地域密着で健康をサポート』記事掲載。
- 2024年7月：くじ商工会議所ニュース7月号第529号　『マッサージオリエンタル』記事掲載。
- 2025年6月1日：広報くじNo.462　2025年6月1日号久慈市発行『きらり人輝く～地域を盛り上げていきたい』記事掲載。

## 著書

### 紙書籍
- 『あなたにもできる「エホバの証人」救出活動―洗脳の壁を打ち破る効果的な質問集』新生宣教団、1993年、ISBN 978-4882810384
- 『フトアゴヒゲトカゲ: その飼育と繁殖』（ポゴナシリーズ1）新日本医学出版社、1995年、ISBN 978-4880230429
- 『RESCATANDO a los TESTIGOS JEHOVA』パラグアイにて『あなたにもできる「エホバの証人」救出活動―洗脳の壁を打ち破る効果的な質問集』をスペイン語に翻訳再編集して出版　出版元:RADIO AMERICA、2014年2月、

### Kindle書籍
- 著者ページ（Amazon.co.jp）